# Broomball
Broomball ("kostebold") er et spil, der foregår på en ishockeybane. Spillet kommer oprindeligt fra Canada og kan bliver både spillet udendørs og indendørs alt efter klimaforholdene.
I et spil broomball er der to hold, som begge består af seks spillere, en målmand plus 5 markspillere. Formålet med spillet er at score flere mål end modstanderholdet. Mål bliver scoret ved at slå bolden ind i modstanderens net ved at bruge sin kost. Taktikker og spil er lig det brugt i sportsgrene som ishockey, rulleskøjtehockey og floorball.
Spillerne slår en lille rund bold rundt på isen med en stav kaldet en "kost". Kosten kan have et aluminium eller træskaft samt et gummiagtigt trekantet hoved lignende en gammeldags kost. Spillerne har specielle sko med gummisåler på i stedet for skøjter.
Broomball bliver nogen gange fejlagtigt opfattet som curling, hvilket kan skyldes ordet "kost" i navnet, men de to sportsgrene har ikke andet til fælles end at de begge bliver spillet på is.